# Тенгри
Те́нгри, или Тнгри, Тэнгри, Танры (др. тюрк. ‏𐱅𐰭𐰼𐰃‎ *teŋri / *taŋrɨ или др. тюрк. ‏𐰚𐰇𐰚:𐱅𐰭𐰼𐰃‎ Kök Teŋ[i]ri, др.-уйг.  tängri, ст.-монг. ᠲᠡᠩᠷᠢ t'ngri или Тенгри-Хан т.е. Царь (Владыка) Небесный, Небесный Император — Небо,  карахан. تآنغرِ; осман. تڭری, уйг. تەڭرى tengri) — Небесный Дух; Верховное Божество в образе Вечного Синего (Голубого, Лазурного, Чёрного) Неба степных, тюркских и монгольских народов.
Другое его название — «Кок Тенгри» (Небесный Бог) или «Хухэ Тэнгэри». Монгольские племена, придерживающиеся шаманизма, поклоняются небу (тэнгри), являющемуся высшим представителем всех сил природы. Слово тэнгри, вначале обозначавшее только небо, с течением времени стало употребляться в смысле небесного духа.
Наблюдаемое разнообразие небесных явлений привело шаманистов к убеждению в существовании многих небес (некоторыми их насчитывается до 99); небеса делятся, по их понятиям, на восточные и западные; соответственно этому делятся и небесные духи — тэнгрии, — происходящие от верховного вечного неба. Это — гении, божества, представляющие разные страсти, способности и вообще силы нашей духовной природы; они вечны, как вечно само небо, они — орудия его воли, силы, нужные для проявления его высших целей.
Посредниками между ними и людьми являются духи небесного происхождения, спускающиеся и на землю: «хаты» (бур. хаад) — у бурят, «сабдыки» (монг. савдаг) — у монголов, «седяи» — у самоедов, «ээзи» — у алтайцев, «есси» — у кумыков. У шаманистов каждая отдельная местность, каждое племя, каждый род имеют своих духов-покровителей; в каждой местности существуют свои легенды об их происхождении. По понятиям бурят, хаты восточные и западные, как представители двух противоположных начал, злого и доброго, испокон веков находятся в постоянной вражде между собой, причём победа обыкновенно остаётся за представителями западных небес. Лучшим руководством для ознакомления с шаманской мифологией, по словам бурят, является героическая поэма о «сыне неба» — Гэсэр-хане, подробно комментированная Г. Н. Потаниным.

## Этимология
Впервые зафиксировано в китайских летописях при описании хуннов как чэнли 撑犁 (в древнекитайском произношении *rtʰaːŋri(ː)l):

«匈奴谓天为撑犁» : Хунну называют Тянь (天 — название неба или Небес по-китайски) «Тенгри».

Согласно реконструкции Анны Дыбо и Сергея Старостина, тюркский термин (позже заимствованный в монгольские языки, а затем в эвенкийский и солонский) восходит к алтайской лексеме "*T`aŋgiri" с изначальным значением «клятва, божество».
Андрей Кононов предположил, что термин tänri образован от слов tän" ‘утро’ и injir ‘вечер’, обозначая небо в целом.
Лингвист Штефан Георг предположил, что тюркское слово заимствовано из праенисейского *tɨŋgVr- ‘высокий’.

## История
В государствах тюркоязычных народов Средних веков — в том числе, у собственно древних тюрков (тюркютов) — ханы основывали свою власть на соизволении Тенгри. Эти правители воспринимались как обладатели дара Тенгри, давшего им особую благодать — кут, носили тронные имена, которые подчёркивали их избранность, такие, как Тенгрикут, Кутлуг или Куталмыш.
Описывая своё путешествие на Волгу в 921—922 гг., Ибн Фадлан писал о кочевых тюрках (огузах):

А если кого-нибудь из них постигает несправедливость или случится с ним что-либо неприятное, он поднимет свою голову к небу и говорит: «Бир тенгри», а это по-тюркски «[клянусь] богом единым», так как «бир» по-тюркски «один», а «тенгри» на языке тюрок — «создатель»

Предки тюркских народов были анимистами: следуя шаманским верованиям, они почитали небесных богов и силы природы. По мнению Махмуда ал-Кашгари, Тенгри был известен как создатель растений и громовержец. Тюркоязычные народы использовали прилагательное «Тенгри», что означает «небесный, божественный», для обозначения всего грандиозного или особо значимого, как, например, пик Хан-Тенгри или Кантегир (хакасское Хан-Тигір) в Западных Саянах.
Алишер Навои (XV век) для описания высшего принципа мироздания использует слово Тенгри (Хамса, I:XIV).
Основными божественными сущностями в монгольском тенгрианстве являлись Небесный Отец (монг. Тэнгэр Эцэг) и Мать-Земля (монг. Газар Ээж). Вера во всемирного, дарующего победы бога служило в Монгольской империи идеологическим средством усиления контроля хана. Так, повеления монгольских владык подкреплялись ссылкой на «Силу Вечного Неба».

## Параллельные образы в других мифологиях
Предлагаются параллели с шумерским Дингир («Небо»), с китайским Тянь в значении «Небо», с древнескандинавским Тор (Þōrr).

### Комментарии
1. ↑  Традиционно записывается сокращённо tngri вместо tengri[5].